# باشگاه والیبال شهرداری گنبد
باشگاه والیبال شهرداری گنبد یک باشگاه والیبال ایرانی است که در سال ۱۳۹۰ در گنبد کاووس تأسیس شد.
شهرداری گنبد در اولین فصل حضور خود در سوپر لیگ والیبال ایران در ۲۶ مسابقه خود با ۱۳ برد و ۱۳ باخت به جایگاه هفتمی دست یافت.

## مربیان
- بای محمد دوجی ۱۳۹۰
- استراهیل بالف ۱۳۹۰–۱۳۹۱
- بای محمد دوجی ۱۳۹۵
- رحمان محمدی راد ۱۳۹۵–۱۳۹۷
- عبدالاحد ارمشی ۱۳۹۷–
- عظیم جزیده 1398 -

## ترکیب کنونی
- عبدالحمید چوگان شماره ۱
- حسین فریسات شماره ۲
- جمال کنعانی پور شماره ۳
- امیرعلی فتحعلی شماره ۴
- ادریس دانشفر شماره ۷
- احسان دانش دوست شماره ۸
- میکائیل تاجر شماره ۱۰
- رمضان صحبتی شماره ۱۱
- بنیامین ایگدری شماره ۱۲
- علیرضا بهبودی شماره ۱۳ (کاپیتان)
- سلیم چپرلی
- فرهاد قائمی  شماره 5
- اکبر ولایی
- طیب عینی
- هومن باقری
- حمید محمدالق( لیبرو)
- یونس قلیچ نیازی

### کادر فنی
- سرپرست:  جمال واحدی
- سرمربی:  رحمان رئوفی
- کمک مربی:  صمد اکبری
- مربی بدنساز:  جبار دوالو
- آنالیزور:  -
- مشاورعالی:  -
- مشاور فنی:  -